# SchweizMobil

Ein Teil der Routen von SchweizMobil (Stand 2011)

SchweizMobil ist das nationale Netzwerk für den nichtmotorisierten Individualverkehr, insbesondere für Freizeit und Tourismus im Sommer und Winter.

Durch das Projekt möchte SchweizMobil den nichtmotorisierten Individualverkehr und deren Kombination mit dem öffentlichen und privaten Verkehr fördern. Wichtige Ziele sind eine dauerhafte Sicherung eines qualitativ hervorragenden nationalen LV-Routenangebots mit raumplanerischen und finanziellen Mitteln, das Steigern der Wettbewerbsfähigkeit der touristischen Schweiz sowie das Schaffen von hohem wirtschaftlichen Nutzen in allen Landesteilen, insbesondere auch im ländlichen Raum.

## Charakteristik
Nichtmotorisierter Individualverkehr, in der Schweiz offiziell als "Langsamverkehr" bezeichnet, steht für das Wandern, Velofahren, Mountainbiken, Skaten, Kanufahren, Schneeschuhlaufen und Langlaufen. Das Schweizer Bundesamt für Landestopografie unterstützt dabei das Projekt, indem es mit "Swisstopo" eine sehr genaue Routenplaner-APP zur Verfügung stellt für Tourenplanungen ebenso wie für eine jeweilige Orientierung unterwegs mittels Offline-Navigation.
SchweizMobil ist ein Angebot für Touristen in den Bereichen Wandern, Velowandern, Mountainbiken, Skaten, Paddeln, Schneeschuhlaufen, Langlaufen und Schlitteln. Das Projekt wurde 1998 lanciert. Beteiligt sind Arbeitsgruppen aus Arbeitsgruppe Wanderland, Naturfreunde Schweiz, Schweizer Alpen-Club, Inventar historischer Verkehrswege der Schweiz, Schweizer Tourismus-Verband, Schweiz Tourismus, Veloland Schweiz und Wanderland Schweiz. Beendet wird die Aufbauphase im Sommer 2008; die Signalisationen begannen im März 2008. Seit 2017 bestehen auch einheitlich signalisierte Angebote für den Winter.
SchweizMobil besteht aus den jeweiligen Themen-Ländern:
Sommer
- Wanderland Schweiz
- Veloland Schweiz
- Mountainbikeland Schweiz
- Skatingland Schweiz
- Kanuland Schweiz
- Hindernisfreie Wege

Winter
- Winterwandern
- Schneeschuhwandern
- Langlaufen
- Schlitteln

Die Schweiz verfügt nun über ein in der Welt einzigartiges einheitlich signalisiertes dichtes Netz von Fernrouten für Wanderer, Velofahrer, Mountainbiker, Inline Skater, Kanufahrer, Schneeschuläufer, Langläufer und Schlittenfahrer.

## Geschichte

### Solothurner Radwanderweg
Anlässlich der 700 Jahre Eidgenossenschaft reichten der Kunstmaler Markus Capirone und der Fotograf Thomas Ledergerber, beides begeisterte Radfahrer, bei der CH91-Geschäftsstelle des Kantons Solothurn das Projekt "Solothurner Radwanderwege" ein, das zu ihrem Erstaunen angenommen wurde.

Im Mai 1993 wird der 300 km lange, mit 1300 Schildern signalisierte Radwanderweg eröffnet.

### Veloland Schweiz
1992 gründeten Capirone und Ledergerber das Velobüro Olten, das bald durch weitere Personen verstärkt wird, und widmen sich der Idee, ein Netz von Radwanderwegen für die gesamte Schweiz umzusetzen. Im Schweizer Tourismus-Verband fand das Velobüro einen gut vernetzen Verbündeten. Gemeinsam gelang es, die relevanten Bundesbehörden und sämtliche Kantone vom Vorhaben zu überzeugen.

1995 wurde die Stiftung Veloland Schweiz als Projektträgerin gegründet. Mitglieder: Kantone, Bund, ST, SBB, STV, SLS, SRB, ATB, TCS, VCS, IG Velo, weitere. Im Auftrag der Kantone konnte das Veloland Schweiz geplant und umgesetzt werden.

1998 wurde das Veloland Schweiz von Bundesrat Adolf Ogi eröffnet. Bei der Lancierung wurden 9 nationale Routen mit einer Gesamtlänge von 3000 km umgesetzt, welche in der ganzen Schweiz einheitlich signalisiert wurden.

### Expo 02
Die Stiftung Velolandschweiz beteiligte sich mit dem Projekt «Human Powered Mobility» an der Expo.02. In diesem Rahmen wurde der Slowup als regionaler autofreier Erlebnistag entwickelt und 2000 erstmals durchgeführt.

### Projekt SchweizMobil
1999 nahmen die Schweizer Wanderwege mit der Stiftung Veloland Schweiz Kontakt auf, und schlugen vor, nach dem Vorbild des Veloland etwas analoges fürs Wandern umzusetzen. In den anschliessenden Diskussionen entstand die Idee zu SchweizMobil: Die Entwicklung eines gesamtschweizerischen Langsamverkehrsnetzes für Freizeit und Tourismus, getragen von allen betroffenen Verbänden, Bundesämtern, Kantonen und Tourismusorganisationen.

2008 konnte das Projekt SchweizMobil nach gut dreijähriger Umsetzungszeit lanciert werden. Integriert wurden die Mobilitätsformen Wanderland, Veloland, Mountainbikeland, Skatingland und Kanuland.

In den Anfangsjahren standen gedruckte Karten und Führer für die Kommunikation im Zentrum. Im Jahr der Lancierung 2008 wurden 50'000 Routenführer verkauft, bereits zu diesem Zeitpunkt wurden die Informationen zu den Routen aber auch über die Webseite schweizmobil.ch zur Verfügung gestellt. 2012 wurde zudem die Smartphone-APP SchweizMobil veröffentlicht.
Die Bedeutung der Onlineplattform nahm rasch zu. Im Jubiläumsjahr 2018 verzeichneten Website und APP 13 Millionen Besucher.

2013 wurden als neue Kategorie hindernisfreie Wege integriert. Damit steht SchweizMobil auch Menschen mit Mobilitätsbehinderung offen.

### Expansion in den Winter
2017 wurden mit den Wintermobilitätsformen Winterwandern, Schneeschuhwandern, Langlaufen und Schlitteln erweitert. Bei der Lancierung im Dezember 2017 wurden 500 Routen integriert.

## Signalisation
Jede Sportart ist speziell signalisiert. Jede Sportart ist in nationale und regionale, zum Teil auch lokale Routen unterteilt. Die nationalen Routen sind für mehrere Tage, die regionalen Routen für zwei bis drei Stunden vorgesehen.